# Алгофобија
Алгофобија је страх од бола – абнормални и упорни страх од од бола који је далеко снажнији него код нормалне особе. Алгофобија је много чешћа код старијих људи. Може се третирати терапијом понашања и лековима против анксиозности. Термин долази од грчких речи  — „бол“ и  — „страх“.
Према Сабино Метеу, психологу понашања, фобична реакција је научено понашање. Уобичајен пример за то била би старија особа која је чула од свих својих пријатеља како пате од разних обољења и болова. Ова особа ће почети да наслућује проблеме и доживи резултате пре него што се заправо почне њој дешавати. Људи који пате од овог вероватно имају хипералгезију.
За тестирање алгофобије у прошлости је коришћен упитник о страху од бола и утврђено је да има добру унутрашњу конзистенцију и поузданост.